# Гильденштуббе
фон Гильденштуббе (фон Гюльденштуббе;  von Güldenstubbe) — эзельский дворянский род. Вариации с кириллическим написанием фамилии связаны с тем, что буква ü в прибалтийских диалектах немецкого языка читалась как [i].

## Происхождение и история рода
Основатель рода, Пеер Антон Кнутсен (1671—1757 г.), возведен в 1708 г. королём Карлом XII в дворянское достоинство королевства Шведского, с фамилией фон Гильденштуббе, избирался эзельским ландратом. Генерал от инфантерии Гильденштуббе, Александр Иванович (1801—1884) был начальником Московского военного округа и членом государственного совета.
Райнгольд Карл Максимилиан фон Гильденштуббе ( Reinhold Karl Maximilian von Güldenstubbe), 1850—1931, был поэтом, автор книги стихов «Борьба за счастье» (нем.: Der Kampf um das Glück).
Теодор Виллибальд фон Гильденштуббе ( Theodor Willibald von Güldenstubbe), 1850—1930, — юрист, преподаватель Тартуского университета, автор трёх монографий по юриспруденции (одна из них — на эстонском языке) и философского трактата «Что есть истина?» (нем.: Was ist Wahrheit?). Сын Теодора Виллибальда, Артур Людвиг Роберт фон Гильденштуббе ( Arthur Ludwig Robert von Güldenstubbe) женился на украинке Синклитикии Ивановне Зенченко (предположительно, из украинской казачьей шляхты) и выехал с семьёй на жительство в Сибирь, где занимался преподаванием немецкого языка, был директором Благовещенского музея, председателем Научно-экономического общества. Их потомки и сейчас живут в Сибири и на Дальним востоке (Хабаровский край) а так же в США (Лос-Анджелес).

## Описание герба
Щит пересечен. В верхнем золотом поле черная пушка на красном лафете. В нижнем голубом поле три золотых, вырванных с корнем, пня, в пояс, между которыми поставлено две золотые горящие гранаты.
Щит увенчан повернутым дворянским шлемом с золото-голубым бурелетом. Нашлемник — рука в серебряных латах, держащая серебряный с золотой рукоятью меч между двух турьих рогов, пересеченных золотом по голубому.